# Шестериков, Григорий Александрович
Григо́рий Алекса́ндрович Шестерико́в (10 [22] января 1877, Житомир — 2 [15] марта 1917, Петроград) — российский спортивный стрелок. Участник летних Олимпийских игр 1912 года.

## Биография
Григорий Шестериков родился 10 января (22 января по новому стилю) 1877 года в городе Житомир Волынской губернии (сейчас на Украине).
Происходил из потомственных дворян Волынской губернии. Получил общее образование в Полоцком кадетском корпусе.
31 августа 1895 года поступил на службу в российскую армию. После окончания 1-го Павловского военного училища в 1897 году по первому разряду был направлен в лейб-гвардейский резервный полк. Служил в чинах подпоручика армии (1896), подпоручика гвардии (1897), поручика (1901), штабс-капитана (1905), капитана (1909).
В 1912 году вошёл в состав сборной России на летних Олимпийских играх в Стокгольме. Выступал в трёх видах стрелковой программы. В стрельбе из произвольного пистолета с дистанции 50 метров занял в личном турнире 31-е место, набрав 420 очков и уступив 79 очков завоевавшему золото Альфреду Лэйну из США. В командном турнире в той же дисциплине сборная России, за которую также выступали Николай Панин-Коломенкин, Павел Войлошников и Николай Мельницкий, заняла 4-е место, набрав 1801 очко и уступив всего 3 очка завоевавшим бронзовую медаль стрелкам Великобритании и 115 очков ставшей чемпионом сборной США. По результатам командных состязаний, вместе с товарищами по команде был награждён «Почётным призовым дипломом». В стрельбе из дуэльного пистолета с дистанции 30 метров занял 32-е место, набрав 28 очков и уступив 2 очка победившему Альфреду Лэйну.
Участвовал в Первой мировой войне. В 1915 году получил звание полковника, служил в лейб-гвардейском 1-м стрелковом полку.
Награждён орденами святого Станислава 3-й степени (1906), святой Анны 3-й степени (1909), святого Станислава 2-й степени (6 декабря 1913), святого Владимира 4-й степени с мечами и бантом (26 ноября 1914), святой Анны 2-й степени (30 июля 1915).
Убит 2 марта (15 марта по новому стилю) 1917 года в Петрограде во время событий Февральской революции.